# Saint-Arcons-de-Barges
Saint-Arcons-de-Barges è un comune francese di 119 abitanti situato nel dipartimento dell'Alta Loira della regione dell'Alvernia-Rodano-Alpi.

## Società

### Evoluzione demografica
Abitanti censiti